# Saunders Lewis
Saunders Lewis   (Wallasey, 15 d'octubre de 1893 - Cardiff, 1 de setembre de 1985) va ser un poeta, dramaturg, historiador, crític literari i activista polític gal·lès. Va ser un prominent nacionalista gal·lès i fundador del Partit Nacional Gal·lès (Plaid Genedlaethol Cymru en gal·lès, després conegut com a Plaid Cymru). Se'l considera entre les figures més prominents del segle XX de la literatura gal·lesa. Va ser nominat el 1970 al Premi Nobel de Literatura, i el 2005 va quedar desè entre les 'persones més importants per sempre a Gal·les' en una votació de la BBC de Gal·les.

## Biografia

### Primers anys de vida
Va néixer en el si d'una família gal·lesa que vivia en Wallasey, Anglaterra, el 1893. Lewis va estudiar filologia anglesa i filologia francesa a la Universitat de Liverpool quan va esclatar la Primera Guerra Mundial. Després d'haver servit com a oficial amb els Guardes de la Frontera del Sud de Gal·les (South Wales Borderers) va tornar a la universitat per graduar-se en filologia anglesa.
El 1922 va ser designat professor de gal·lès a la Universitat de Swansea, a la Universitat de Gal·les. Durant la seva estada a Swansea va realitzar algunes de les seves obres més interessants de crítica literària: A School of Welsh Augustans (1924), Williams Pantycelyn (1927) i Braslun o hanes llenyddiaeth Gymraeg (un esbós de la història de la literatura gal·lesa) (1932).

### Fundació dePlaid Cymru
Les seves experiències en la Primera Guerra Mundial i la seva simpatia per la causa de la independència irlandesa el va portar al nacionalisme gal·lès, i el 1925 es va reunir amb H.R. Jones, Lewis Valentine i uns altres en la Reunió Nacional d'Eisteddfod (The National Eisteddfod Meeting), que va tenir lloc en Pwllheli, Gwynedd, amb el propòsit d'establir un partit gal·lès.
Les discussions per la necessitat d'un partit gal·lès havien circulat des del segle xix. Amb la generació més o menys anterior a 1922 hi havia hagut un marcat increment en el reconeixement constitucional de la nació gal·lesa, va escriure l'historiador Dr. John Davies. Para 1924 hi havia persones a Gal·les ansioses de crear de la seva nacionalitat el focus de la política gal·lesa."
Tant Lewis com Jones representaven altres dues organitzacions, fundades només l'any anterior, amb Lewis encapçalant El Moviment Gal·lès (The Welsh Movement en anglès) i Jones encapçalant els Governants Interns Gal·lesos (Welsh Home Rulers en anglès). La principal intenció del partit era abrigar una Gal·les parlant gal·lès. Al final es va acordar que els assumptes del partit serien dirigits en gal·lès i que els membres trenquessin tots els vincles amb altres partits britànics. Lewis va insistir en aquests principis abans d'acceptar la conferència de Pwllheli.
Segons el cens de 1911, d'una població de menys de 2.5 milions d'habitants a Gal·les, el 43,5% parlava gal·lès com a llengua materna. Això representava un descens respecte al cens de 1891 amb un 54,4% de parlants de gal·lès d'una població total d'1.5 milions.
Amb aquests prerrequisits Lewis va condemnar el nacionalisme gal·lès que havia existit, un nacionalisme caracteritzat per conferències internes del partit, una obsessió amb Westminster i un desig d'acceptar una posició subordinada per a la llengua gal·lesa, va escriure Dr. Davies. Es deuria segurament a aquestes posicions estrictes que el partit no va aconseguir atreure polítics amb experiència en els seus primers anys. No obstant això, els membres del partit creien que la seva fundació era un assoliment per si mateix; pel simple fet d'existir, el partit era una declaració del fet diferencial de Gal·les, va escriure Dr. Davies.

### La doctrina de Lewis 1926-1939
Durant els anys d'entreguerres Plaid Genedlaethol Cymru va tenir més èxit com a grup de pressió social i educatiu que com a partit polític. Para Saunders Lewis, president del partit entre 1926 i 1939, el principal propòsit del partit [és] 'eliminar dels gal·lesos la sensació d'inferioritat... per eliminar del nostre estimat país la marca i la vergonya de la conquesta'. Lewis es va esforçar per projectar el Gal·lisme en un nou context; escrit per Dr. Davies.
Lewis anhelava manifestar de quina manera l'herència gal·lesa estava vinculada com una de les fundadores de la civilització europea. Lewis, acte-descrit com a gran monarca, va escriure que la civilització és més que una abstracció. Ha de tenir un estatge local i un nom. Heus aquí el seu nom: Gal·les. Així mateix, Lewis es va esforçar per l'estabilitat i el benestar de les comunitats que parlaven gal·lès, desacreditades per tots dos, capitalisme i socialisme, i va promoure el que ell cridava perchentyaeth; un pla de distribució de la propietat entre les masses."

### Tân yn Llŷn1936
El nacionalisme gal·lès es va encendre el 1936 quan el govern de Regne Unit va decidir establir una escola de bombardeig en Penyberth, en la Península de Llŷn, a Gwynedd. Els esdeveniments ocorreguts al voltant de la protesta, coneguts com a Tân yn Llŷn (Foc a Lleyn), van ajudar a definir Plaid Genedlaethol Cymru. El govern del Regne Unit va escollir Lleyn com l'emplaçament per a la seva nova escola de bombardeig després que llocs similars en Northumberland i Dorset comencessin amb protestes.
No obstant això, el Primer Ministre britànic Stanley Baldwin es va negar a escoltar el cas contra l'escola de bombardeig a Gal·les, malgrat haver-hi una delegació que representava a mig milió de gal·lesos en protesta. A això es va sumar Lewis quan va escriure que el govern britànic tenia la intenció de convertir una de les llars essencials de la cultura, llengua i literatura gal·leses en un lloc que promocionava un mètode bàrbar de guerra. La construcció de l'edifici l'escola de bombardeig va començar exactament 400 anys després de la primera Acta d'Unió annexionés Gal·les a Anglaterra.
El 8 de setembre de 1936 l'edifici de l'escola de bombardeig va ser incendiat i en la recerca que va seguir es van exigir responsabilitats a Saunders Lewis, Lewis Valentine i David John Williams. En el judici a Caernarfon es va acordar portar el cas al Old Bailey a Londres. Els tres van ser sentenciats a nou mesos de presó en Wormwood Scrubs, i després del seu alliberament van ser rebuts com a herois per 15.000 gal·lesos en el pavelló de Caernarfon.
Molts gal·lesos estaven enfadats pel despectiu tractament del jutge cap a la llengua gal·lesa, per la decisió de traslladar el judici a Londres, i per la decisió de la Universitat de Swansea (a la Universitat de Gal·les) d'acomiadar a Lewis del seu lloc de treball abans de ser declarat culpable. Dafydd Glyn Jones va escriure sobre el foc que era la primera vegada en cinc segles que Gal·les contraatacaba a Anglaterra amb una mesura violenta... Per a la gent gal·lesa, que havien deixat de creure des de feia temps en ells, va ser una commoció profunda.
No obstant això, malgrat l'aclamació dels esdeveniments que va generar el Tân yn Llŷn, per 1938 el concepte de Lewis de perchentyaeth havia estat fermament rebutjat com a principi no fonamental del partit. El 1939 Lewis va dimitir com a president del Plaid Genedleathol Cymru citant que Gal·les no estava preparada per acceptar el lideratge d'un catòlic.
Lewis era fill i net d'uns prominents ministres metodistes calvinistes gal·lesos. El 1932, es va convertir al catolicisme.

### Segona Guerra Mundial
Lewis va mantenir una neutralitat estrica en els seus escrits a través de la seva columna Cwrs i Byd a I Faner. Va ser el seu intent d'una interpretació imparcial de les causes i esdeveniments de la guerra.
Fora de la posició inicial del partit en la guerra, els membres del partit eren lliures de triar per ells mateixos el seu nivell de suport de l'esforç de la guerra. Plaid Genedlaethol Cymru era oficialment neutral considerant la implicació en la Segona Guerra Mundial, que Lewis i altres líders consideraven una continuació de la Primera Guerra Mundial. La concepció que Gal·les com a nació (la qual cosa era abans que la política de neutralitat) tenia el dret de decidir independentment la seva actitud cap a la guerra, i el rebuig d'altres nacions de forçar als homes gal·lesos de servir en les seves forces armades. Amb aquesta actuació retadora i revolucionària, Lewis esperava que un nombre significant d'homes gal·lesos refusessin unir-se a l'Armada Britànica.
Lewis i altres membres del partit intentaven enfortir la lleialtat a la nació gal·lesa sobre la lleialtat a l'Estat Britànic." Lewis sostenia que l'única prova que la nació gal·lesa existeix és que hi ha alguns que actuen com si existís de debò."
No obstant això, la major part dels membres del partit que exigien l'estatus objecció de consciència ho feien en el context de les seves postures morals i religioses, més que per la política del partit. D'aquests gairebé tots estaven exempts del servei militar. Al voltant de 24 membres feien de la política els seus motius basics per a l'exempció, i a 12 se'ls van imposar sentències d'empresonament. Per a Lewis, aquells que objectaven provaven que l'assimilació de Gal·les resistia, fins i tot sota les pressions més extremes."

### Elecció complementària de la Universitat de Gal·les, 1943
Abans de 1950, les universitats podien triar i retornar representants al parlament britànic. El 1943 Lewis va lluitar per un lloc el parlament per la Universitat de Gal·les per elecció complementària, el seu oponent era un antic diputat vicepresident del Plaid Genedlaethol Cymru: Dr. William John Gruffydd. Gruffydd havia manifestat dubtes sobre les idees de Lewis des de 1933, i el 1943 s'havia unit al Partit Liberal. El brillant però capritxós era el favorit amb els intel·lectuals galesoparlants i va atreure el 52.3 per cent dels vots, quedant un 22% per a Lewis, o sigui 1.330 vots.
L'elecció va dividir efectivament a la intel·ligència gal·lesaparlant i va deixar a Lewis ressentit amb els polítics i retirat de la participació política directa. No obstant això, l'experiència va resultar inestimable per Plaid Cymru, com van començar a referir-se a si mateixos, com la primera vegada que eren presos seriosament com a força política. La campanya de l'elecció complementària va portar directament a un creixement considerable per a l'afiliació del partit.

### Tynged yr Iaithi el cens de 1961
El 1962 Lewis va donar un discurs radiofònic titulat Tynged yr Iaith (La Destinació del Llenguatge), en el qual va predir l'extinció de la llengua gal·lesa tret que es prenguessin accions. L'intent de Lewis era motivar a Plaid Cymru en una acció més directa promovent la llengua, no obstant això va portar a la formació de Cymdeithas yr Iaith Gymraeg (La Societat de la Llengua Gal·lesa) més tard aquest mateix any en una escola d'estiu de Plaid Cymru que va tenir lloc en Pontardawe en Glamorgan. La fundació de Cymdeithas yr Iaith Gymraeg permetia a Plaid Cymru centrar-se en la política electoral, mentre Cymdeithas se centrava a promoure la llengua.
Lewis va donar al seu discurs radiofònic responent al cens de 1961, el qual va mostrar un descens en el nombre de gal·lesoparlants del 36% el 1931 al 26%, d'una població del voltant de 2.5 milions de persones. En el cens; Merionnydd, Ynys Mon, Carmarthen i Caernarfon tenien una mitjana del 75% de la concentració dels gal·lesoparlants, amb el més gran descens significatiu als comtats de Glamorgan, Flint i Pembroke.
Responent a les peticions gal·leses del traspàs de competències, el 1964 el govern laborista va fer efectives aquestes peticions establint els no-electes Ministeri Gal·lès (en gal·lès Swyddfa Gymreig) i la Secretaria d'Estat de Gal·les.

### Nominat al Premi Nobel
El 1970 va ser nominat per al Premi Nobel de Literatura. Les seves obres de literatura inclouen peces de teatre, poesia, novel·les i assajos. Va escriure en la seva majoria en gal·lès, però també va escriure algunes obres en anglès. Quan va morir el 1985 es trobava entre els més cèlebres escriptors gal·lesos.

## Crítiques polítiques
Les vistes elitistes percebudes per Lewis i una actitud digna cap a alguns aspectes de les tradicions inconformistes, radicals i pacifistes de Gal·les van atreure crítiques per part de companys nacionalistes com David J. Davies, un membre d'un partit esquerrà. Davies argumentava a favor d'enfrontar-se a les comunitats gal·leses angloparlants i emfatitzar la integritat territorial de Gal·les. Davies assenyalava els països escandinaus com a model a imitar, i va estar actiu en implicacions econòmiques de l'autogovern gal·lès.
En molts respectes va ser l'ideal de Davies sobre el nacionalisme gal·lès el que va ser adoptat després de la Segona Guerra Mundial. Però va ser la brillantor i el carismàtic atractiu de Lewis el que va anar fermament associat amb Plaid Genedlaethol Cymru en els anys 30 del segle xx.
El 1936, enmig de la confusió de Tân yn Llŷn, Lewis va elogiar a Adolf Hitler quan aquest va dir: Una vegada que va complir la seva promesa, una promesa que va anar enormement burlada pels documents londinencs mesos abans, per abolir completament la força financera dels jueus en la vida econòmica d'Alemanya.
No obstant això, dins del context de la dècada de 1930, altres polítics britànics d'altres partits van oferir suport a líders feixistes. El 1933 Winston Churchill va caracteritzar a Mussolini com el major legislador entre els homes (the greatest lawgiver among men en anglès), i més tard va escriure en el seu llibre de 1937 Grans Contemporanis (Great Contemporaries), si el nostre país fos derrotat, espero que trobem un campió tan admirable (com Hitler) per restaurar el nostre coratge i dirigir-nos de tornada al nostre lloc entre les nacions (if our country were defeated, I hope we should find a champion as admirable (as Hitler) to restore our courage and lead us back to our place among the nations). En la mateixa obra, Churchill va expressar una esperança que, malgrat les aparents tendències dictatorials de Hitler, de la qual usaria el seu poder per reconstruir Alemanya en un membre valuós de la comunitat mundial. L'agost de 1936, el membre del Partit Liberal David Lloyd George es va trobar amb Hitler a Berchtesgaden i va brindar uns comentaris públics que van ser sorprenentment favorables al dictador alemany, expressant un gran entusiasme per a tots dos Hitler personalment i per als projectes dels treballs públics d'Alemanyaa (en tornar, va escriure de Hitler en el Daily Express com el major alemany vivent.

## Activitat literària
Lewis va ser principalment un dramaturg. La seva primera obra va ser Blodeuwedd (La dona de flors) (1923-25, revisat el 1948). Entre altres obres cèlebres es troben Buchedd Garmon (La vida de Germanus) (comèdia radiofònica, 1936), Siwan (1956), Gymerwch chi sigarét? (Tindràs un cigarret?) (1956), Brad (Traïció) (1958), Esther (1960) i Cymru fydd (La Gal·les del Matí) (1967). També va traduir l'obra de Samuel Beckett: Tot esperant Godot (En attendant Godot) al gal·lès. Cap a l'any 1960 es va traduir al català la seva obra La Corda del Penjat publicada a Barcelona per Quaderns de Teatre A. D. B. (Editorial Fontanella).
Va publicar dues novel·les: Mónica (Monica) (1930) i Merch Gwern Hywel (La filla de Gwern Hywel) (1964) i dues col·leccions de poemes així com nombrosos articles i assajos en diversos periòdics, revistes i diaris. Aquests articles han estat recollits en volums incloent: Canlyn Arthur (Seguint a Artur) (1938), Ysgrifau dydd Mercher (Assajos de Dimecres) (1945), Meistri'r canrifoedd (Senyors dels Segles) (1973), Meistri a'o crefft (Els Senyors i el seu Ofici) (1981) i Ati ŵyr ifainc (Aneu-hi, joves) (1986).

## Obres
- Lewis, Saunders (1997), Monica. Traduït per Meic Stephens. Bridgend: Seren. ISBN 1-85411-195-7.
- Lewis, Saunders (1985-2002), The plays of Saunders Lewis. 4 vols. Traduït per Joseph P. Clancy. ISBN 0-9540569-4-9, 0715406485, 0954056957, 0715406523.
- Lewis, Saunders (1993), Selected poems. Traduït per Joseph P. Clancy. Cardiff: University of Wales Press. ISBN 0-7083-1194-6.
- Griffiths, Bruce (1989), Saunders Lewis. Writers of Wales sèries. Cardiff : University of Wales Pres. ISBN 0-7083-1049-4.
- Jones, Alun R. & Gwyn Thomas (Eds.) (1973), Presenting Saunders Lewis. Cardiff: University of Wales Press. ISBN 0-7083-0852-X.
- Jones, Harri Pritchard (1991), Saunders Lewis : a presentation of his work. Illinois : Templegate. ISBN 0-87243-187-8.
- 'Lewis, Saunders (1893-1985)'. In Meic Stephens (Ed.) (1998), The new companion to the literature of Wales. Cardiff : University of Wales Press. ISBN 0-7083-1383-3.
- Chapman, T. Robin (2006), Un bywyd o blith nifer: cofiant Saunders Lewis. Llandysul, Gomer. [[Special:BookSources/1843237091|ISBN 1-84323-709-1.]] En gal·lès, però l'única biografia completa.